# مارثا إريكا ألونسو
مارثا إريكا ألونسو (بالإسبانية: Martha Érika Alonso Hidalgo)‏ (و. 1973 – 2018 م) هي مصممة جرافيك، وسياسية مكسيكية، ولدت في ولاية بويبلا، كانت عضوةً في حزب الفعل الوطني، توفيت عن عمر يناهز 45 عاماً.

## مناصب
تولت منصب حاكم ولاية بويبلا ‏ (14 ديسمبر 2018–24 ديسمبر 2018).

## التعليم
تعلمت في الجامعة الأيبيرية الأمريكية في بويبلا ‏، وكلية التوجيه والإدارة العليا ‏، وجامعة الأمريكتين بويبلا، وجامعة بويبلا المستقلة.